# Püspökladányi járás
A Püspökladányi járás Hajdú-Bihar vármegyéhez tartozó járás Magyarországon, amely 2013-ban jött létre. Székhelye Püspökladány. Területe 729,05 km², népessége 39 529 fő, népsűrűsége 54 fő/km² volt a 2012. évi adatok szerint. Két város (Püspökladány és Kaba) és 10 község tartozik hozzá.
A Püspökladányi járás a járások 1983-as megszüntetése előtt is létezett 1930-tól, amikor Püspökladányba helyezték a Hajdúszoboszlói járás székhelyét, és nevét ennek megfelelően módosították. Az 1950-es megyerendezés előtt Hajdú vármegyéhez tartozott.

## Települései
| Település      | Rang (2013. július 15.) | Kistérség (2013. január 1.) | Népesség (2012. január 1.) | Terület (km²) | Településvezető                       |
| -------------- | ----------------------- | --------------------------- | -------------------------- | ------------- | ------------------------------------- |
| Püspökladány   | járásszékhely város     | Püspökladányi               | 14 698                     | 186,95        | Vadász Ferenc (Fidesz-KDNP)           |
| Kaba           | város                   | Püspökladányi               | 5 932                      | 95,04         | Szegi Emma (Független)                |
| Földes         | nagyközség              | Püspökladányi               | 3 998                      | 65,24         | Jeneiné Dr. Egri Izabella (Független) |
| Nagyrábé       | nagyközség              | Püspökladányi               | 1 974                      | 85,42         | Major József (Független)              |
| Sárrétudvari   | nagyközség              | Püspökladányi               | 2 751                      | 54,42         | Kiss Tibor (Fidesz-KDNP)              |
| Báránd         | község                  | Püspökladányi               | 2 530                      | 42,57         | Dr. Kovács Miklós (Fidesz-KDNP)       |
| Bihardancsháza | község                  | Püspökladányi               | 180                        | 8,31          | Balku Jenő Gergő (Független)          |
| Biharnagybajom | község                  | Püspökladányi               | 2 731                      | 61,35         | Szitó Sándor (Független)              |
| Bihartorda     | község                  | Püspökladányi               | 897                        | 22,38         | Petrucz Sándor (Független)            |
| Sáp            | község                  | Püspökladányi               | 938                        | 19,22         | Végh Imre József (Független)          |
| Szerep         | község                  | Püspökladányi               | 1 506                      | 56,04         | Jenei Istvánné (Független)            |
| Tetétlen       | község                  | Püspökladányi               | 1 394                      | 32,11         | Bőr Ferenc Attiláné (Független)       |